# 柏子所貝塚

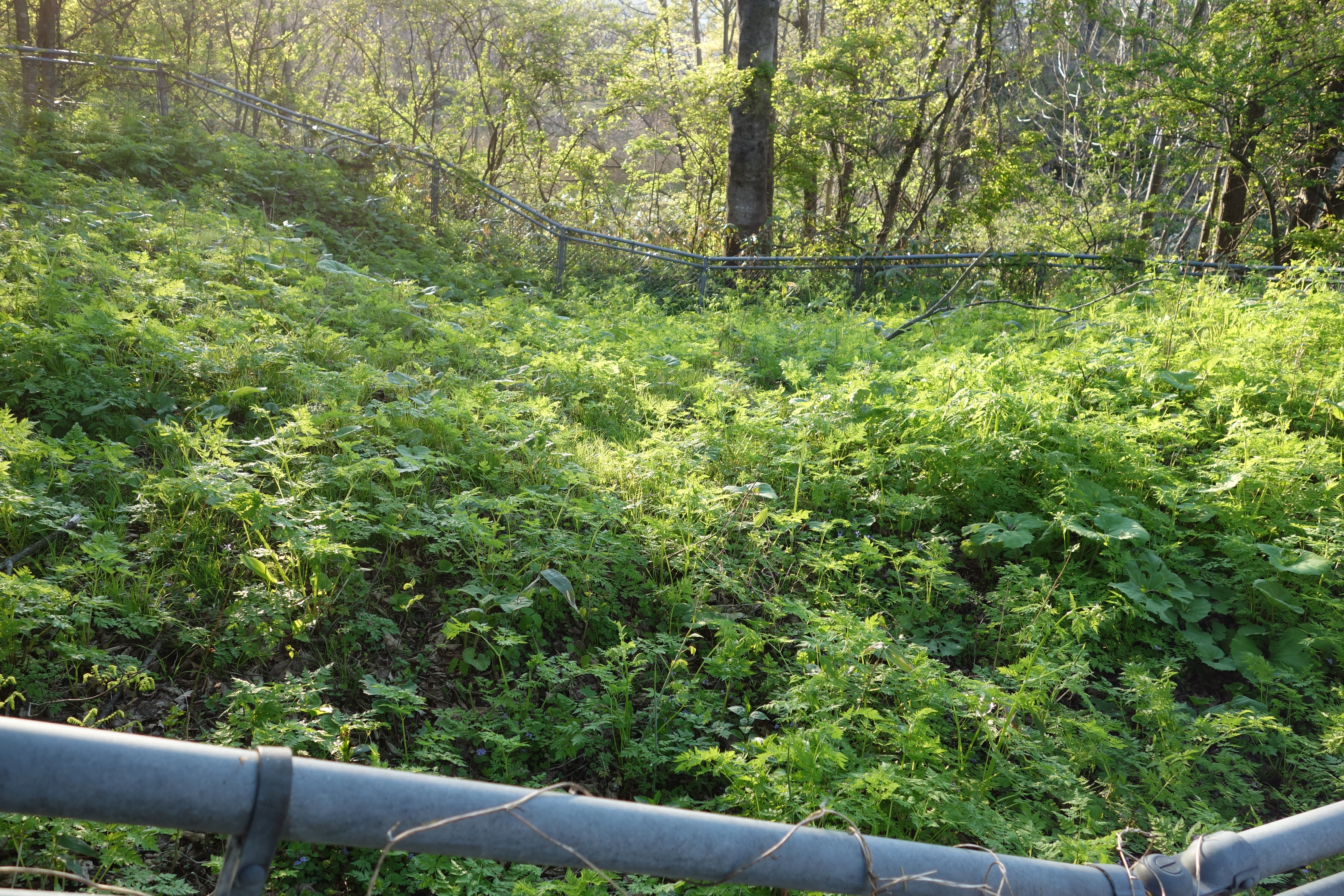
柏子所貝塚

柏子所貝塚（かしこどころかいづか）は、秋田県能代市字柏子所87にある縄文時代晩期前半の貝塚である。県指定史跡に指定されている。

## 概要
日本海から約3キロメートル、米代川下流能代平野の浅内台地の北に位置する。1954年（昭和29年）、土地所有者にして郷土史家であった秋元利吉によって発見された。
翌1955年（昭和30年）から1957年（昭和32年）、1958年（昭和33年）の3回に渡って発掘調査が行われ、この第2次調査で1体、第3次調査で7体の屈葬人骨が土壙墓から確認された。他にも縄文時代の土器、石鏃、石匙などの石器、多くの骨角器や1270点の貝製品などが出土した。小規模ながら発掘された大量の貝輪と骨製品、性別の分かる全身の人骨などは縄文時代の遺跡としては秋田県内では貴重であり、貝塚は1955年（昭和30年）1月に県指定史跡に、出土した骨角製品及び貝製品は1998年（平成10年）3月に県指定有形文化財（考古資料）に指定された。

### 出土品
人骨
男女と子供の計8体の人骨が7基の土壙墓に屈葬されており、うち、5体は頭に赤色塗料であるベンガラが塗られていた。2体は呪術的理由とみられる頭部への穴があり、新生児とみられる人骨は右手首に5個の貝輪を装着していた。
装飾品
サルボウ、ベイケイガイ、カキで作られた1270点の貝輪が発見された。紐でまとめられた作りかけの貝輪や、貝を加工するのに使ったとみられる特徴的な形に摩耗した石器も発見されており、貝殻が多く打ち上がる沿岸に近いこの地で加工がなされ流通したとみられる。ほかには土製、骨製の腕輪、腰飾、シカの骨または角、クジラの骨製のかんざしなど27点の骨製品も発見されている。
その他
土器、土偶･耳飾りなどの土製品、石板、勾玉･管玉･石剣などの石製品、刺突具などの骨角製品、シカ・イノシシ・クジラなどの獣骨、魚骨、クリ、クルミ・トチの炭化した木の実などが発見されている。

## 伝説
同地の周辺は縄文時代〜平安時代までの複合遺跡である杉沢台遺跡もあり、有史以前から連続した蝦夷との関係性がうかがわれる。
- 柏子所　柏子所集落には田村麻呂伝説が残っている。田村麻呂は軍船を率い、柏子所に陣地を作り、大川通り（今の大内田集落）に城柵の赤城を作り反乱を起こした酋長の覚を攻撃しようとした。田村麻呂は柏子所の山上の沼（端沼）の龍神に祈り、大雨を降らせ洪水を発生させ、赤城を落城させ覚を降伏させた[4]。かしこ所はその昔、柏御門（かしわのごもん）と言っていたのを呼び誤ったとする説もあるが、後述の人見蕉雨は、詳しい伝説が無いとしてこの説を否定している。
- 梅の御所　蝦夷の首塚とも言う。寛政9年(1797年)正月、肝煎半九郎という人物が夢想に依って蝦夷の骨を掘り出したといわれ、俗に田村将軍遺跡とも言う（上記のように柏子所には田村麻呂の陣地があったとする伝説がある）。別書にも、同じく寛政9年に、仁井田の東に蝦夷塚を発見し枯骨が出たとある。一説には、これを檜山城の安東家が祭る賢所（かしこどころ）ではないかとも言う[5][6]。
- 蝦夷の墓　享保のはじめ、仙台藩で吉右衛門という農民が半田村高館(福島県伊達郡)の古城址から、大きさ三尺四寸、下歯36枚上歯45枚、壊れ残った歯の広さが6歩四方もの大髑髏を掘り出したという。蘐園(荻生徂徠)はこれを藤原忠衡の頭であろうとしたが、国学者人見蕉雨は、蘐園の説は当時藤原秀衡の墓が暴かれたことがあったのに影響されており、実際には蝦夷人の頭蓋だろうと指摘している。蕉雨によれば、むかし霧山(檜山)と仙北(秋田県東部)の大名が何年も戦闘した際、霧山の大名は蝦夷人達とも協力して仙北に攻め掛かったが、仙北側は多数の蝦夷人を落とし穴にはめ殺した。この時逃げのびたものの重傷のため帰路で死んだ蝦夷の大将はこの柏子所村（一説には八郎潟町夜叉袋村。「袋」は蝦夷の言葉で“墓”の意という）に埋めたと言われる。また蕉雨は、シャクシャインの身長が小山のようであったとか、国後島の大将ツキノエが身長1丈、掌の広さ1尺、胡座をかくのに左右に強い蝦夷2人を置いて肘掛けにするという逸話から、蝦夷人が大柄であると推察し、これらの大髑髏も丁巳(寛政9(1797)年)の春に渟代(能代)近辺の柏子所の農民が掘り出したものと同じく、蝦夷の頭蓋骨であろうとしている[7]。